# Òlenos (Etòlia)
|  | Per a altres significats, vegeu «Òlenos». |

Òlenos (en llatí Olenus, en grec antic Ὤλενος) era una ciutat d'Etòlia situada entre els rius Aqueloos i Evenos.
La tradició deia que va rebre el nom d'Òlenos, un fill de Zeus o potser d'Hefest. La ciutat es menciona al Catàleg de les naus a la Ilíada. Estava situada vora la ciutat de Pleuró, als peus de la serralada d'Aracintos (Ἀράκυνθος), però no es coneix el seu lloc exacte. Sembla que els eolis la van destruir i en temps d'Estrabó només en quedaven algunes restes. Els poetes romans van utilitzar Òlenos com a equivalent a etoli, i així, Tideu de Calidó és anomenat Olenius Tydeus.